# Creative Zen
Creative Zen（クリエイティブ・ゼン）は、シンガポールのクリエイティブテクノロジーが開発・発売しているデジタルオーディオプレーヤーシリーズである。

## 概要
同社初期からの製品群であるNOMAD Jukeboxシリーズの後継的なラインナップである。
Windows Media Playerと高い親和性を持たせるためにメディア転送プロトコルを採用している。
モデルによる違いはあるが、音楽の再生のみならず、FMラジオの受信・録音やビデオ再生、スケジュール・アドレス帳管理などの機能を備えているものがある。

## モデル

### 旧Jukeboxシリーズ

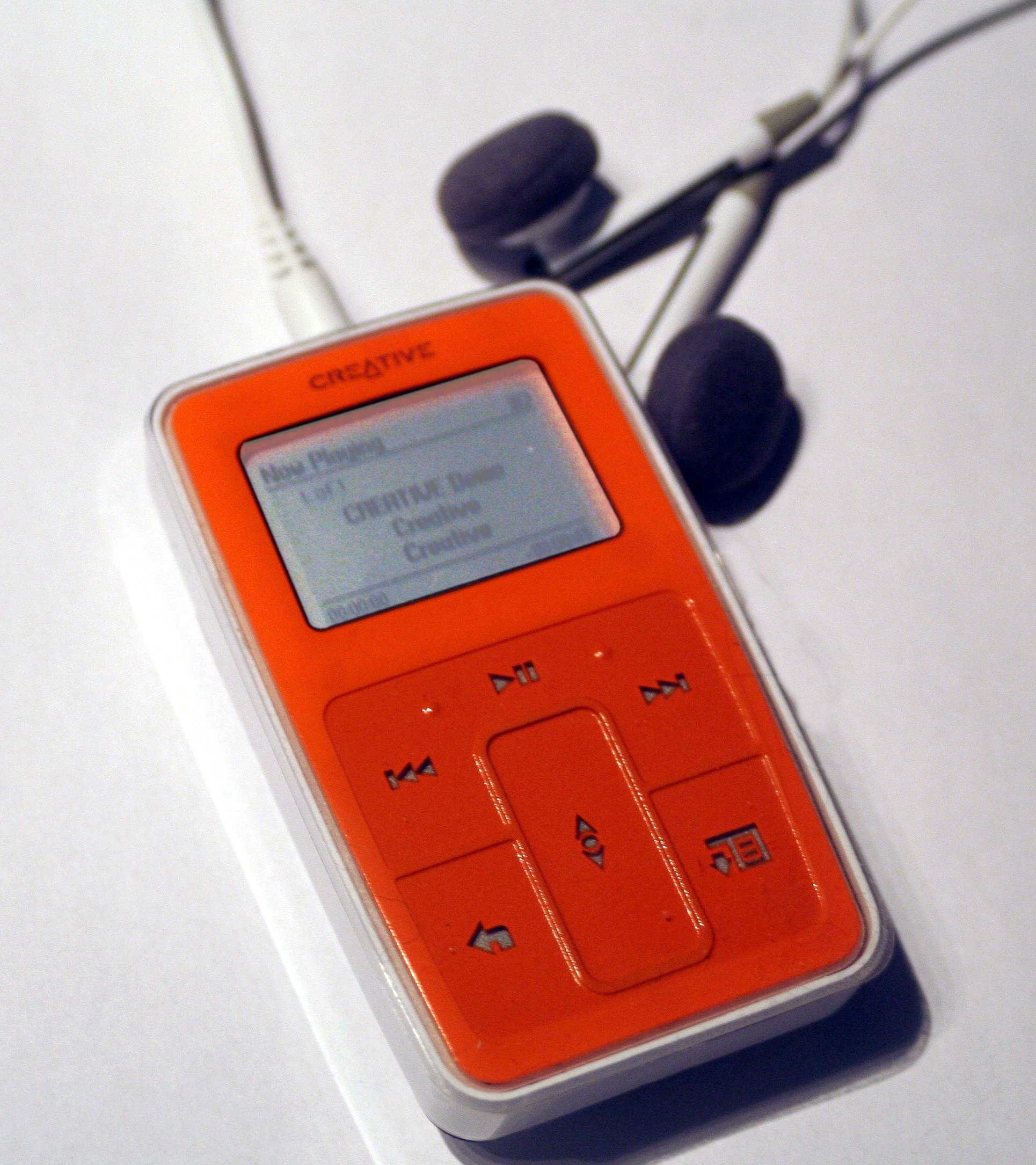
ZEN Micro

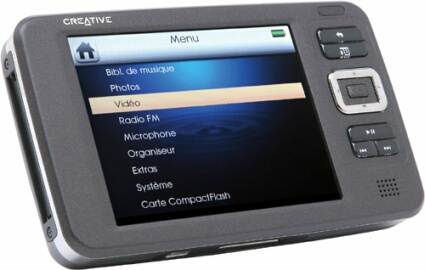
ZEN Vision

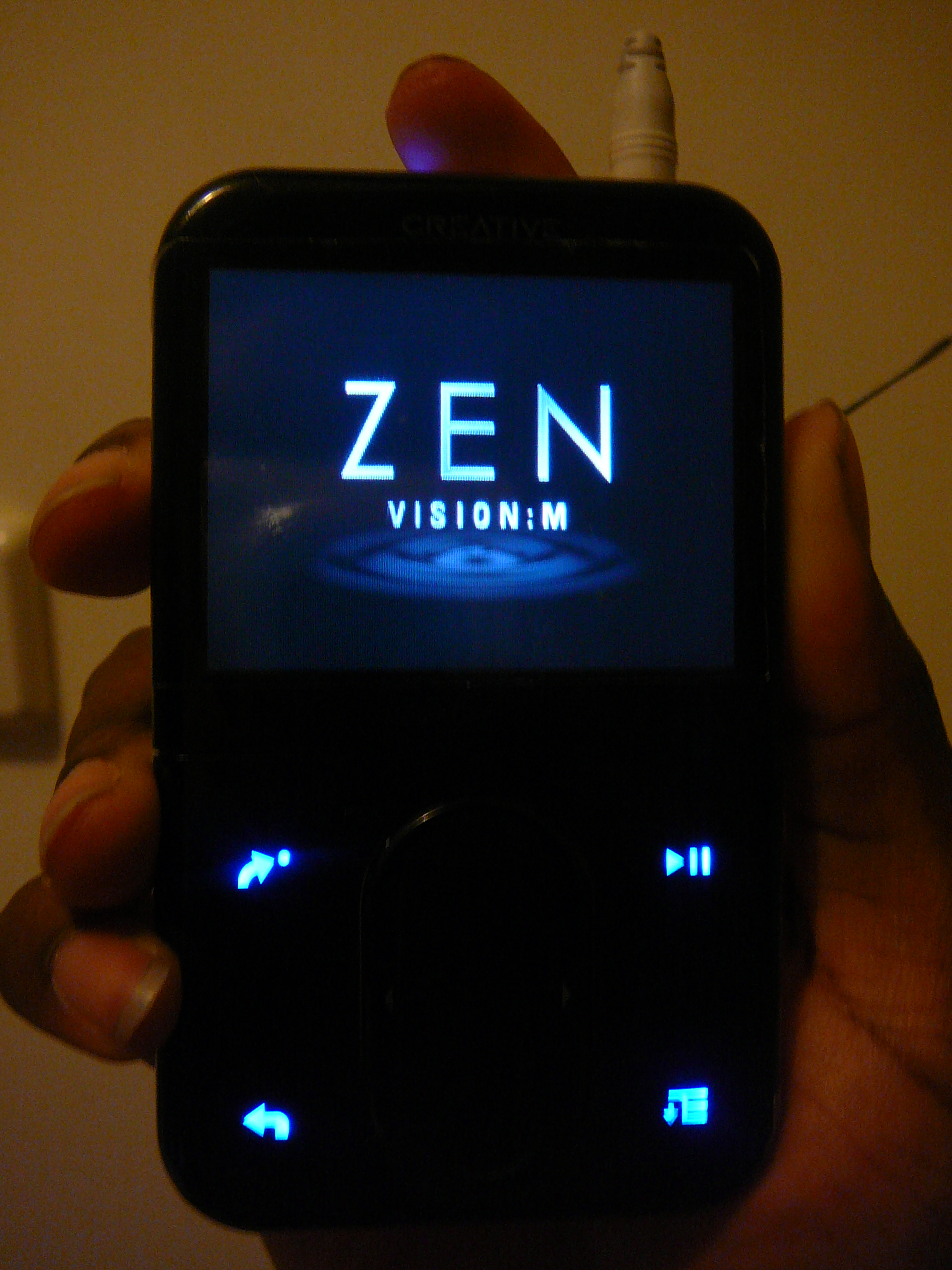
ZEN Vision:M

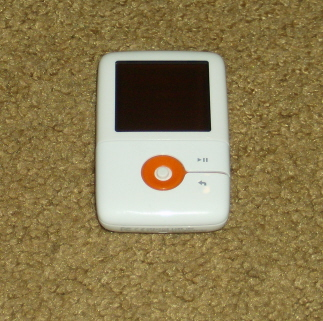
ZEN V

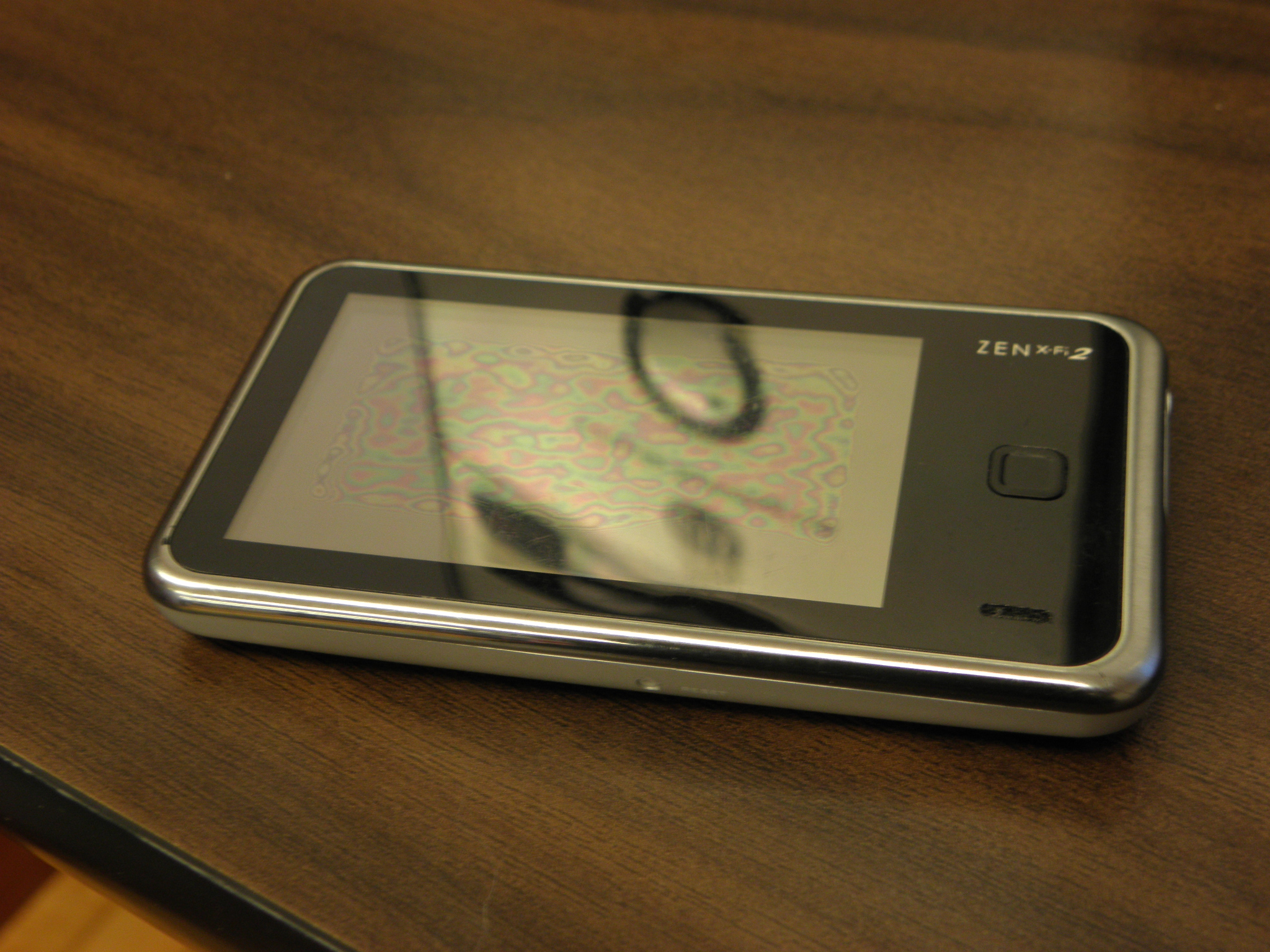
ZEN X-Fi2

ハードディスクタイプのシリーズに比較的重点が置かれていてラインナップも多い。S/N比96dB以上ものが複数存在する。

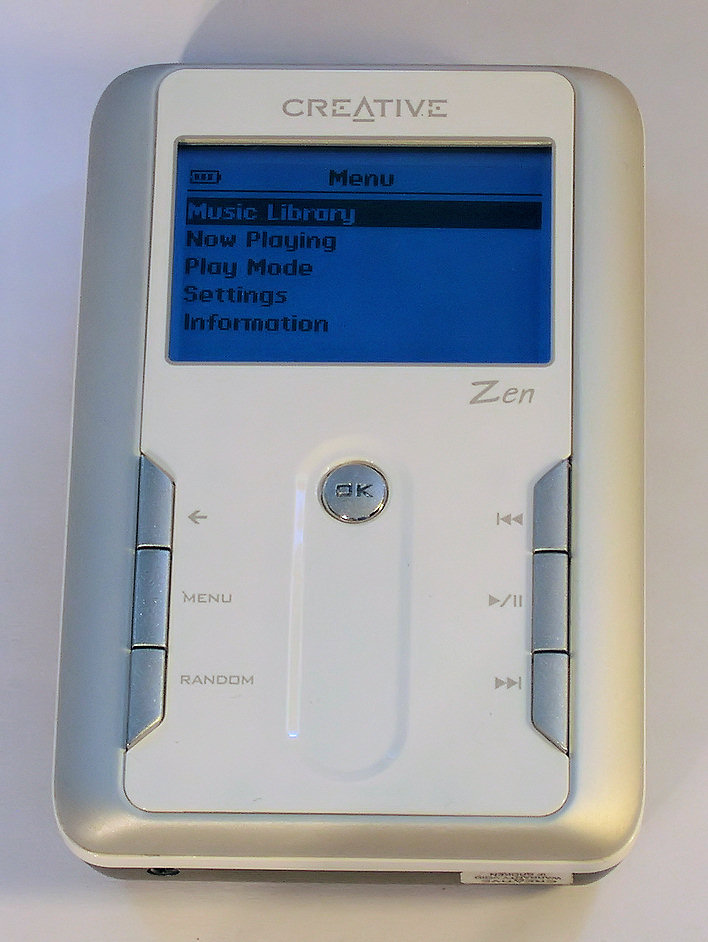
Zen touch

- Zen Touch
2004年8月上旬発売で価格は29,800円。2004年12上旬に40GBモデルが追加された。価格は39,800円。
2インチ大の青色ELバックライト付き液晶ディスプレイを搭載し、Creativeで初めて静電式タッチパッドを採用したモデル。
再生フォーマットはMP3/WMA/WAV、容量は20GBと40GBの二種類が存在する。
薄型・大容量のリチウムポリマー二次電池を採用し、約24時間の連続再生を実現した。【生産終了】

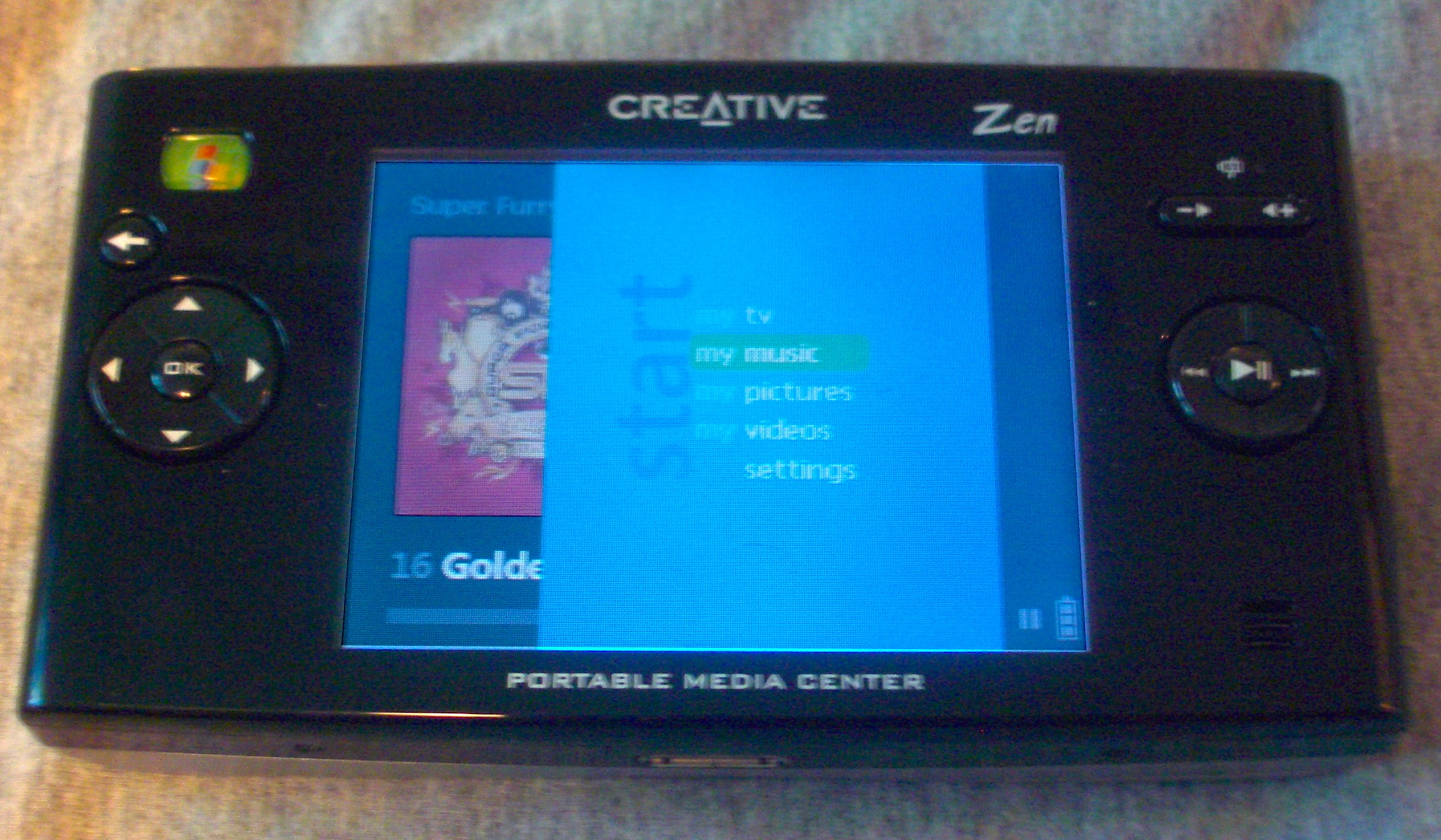
Zen Portable Media Center

- Zen Portable Media Center
2004年12月4日発売で、価格は57,800円。
クリエイティブ初のPMPで、OSにはWindows PMCが用いられている。
20GBのHDDを搭載している。
3.8インチ(320×240)のカラー液晶を搭載。

- ZEN Microシリーズ
AppleのiPod miniと競合するシリーズ。ハードウエア構成としては、Muvo^2シリーズの後継に当たる。
  - ZEN Micro
2004年12月中旬発売し、32,800円だった。(5GBモデル)
1インチの小型ハードディスクを搭載したモデルで、本体での操作毎に青色LEDのイルミネーションが光るようになっている。
カラーはダークブルー、シルバー、グリーン、オレンジ、レッド、ホワイト、ブラック、パープル、ライトブルー、ピンクの10色のラインナップがあり、別売のリモコンによる操作も対応している。この機種の後継に当たるのが下記のMicro Photoである。
2005年6月中旬にクリエイティブの直販サイトとアマゾン限定で6GBモデルも発売された。価格は27,800円で、色はホワイトとブラックの2色のみであった。
ハードディスクはSeagate製のST1シリーズを採用していて、容量は5GBと6GBの二種類が存在する。【生産終了】
  - ZEN (CZ20G)
2005年4月中旬に発売し、価格は29,800円。ブラックとホワイトの2色が発売された。
ZEN Microを大型化・大容量化したモデル。HDDが1.8インチ、20GBに拡張されている。
MicroなどはMTP対応ファームウェアが公開されたが、本機種用は公開されておらず、MTPは未対応である。
ただし、バッテリーの着脱は不可能。【生産終了】
  - ZEN Micro Photo
2005年11月上旬発売で価格は29,800円。
約26万色表示のカラー有機EL (OLED) ディスプレイを搭載していて、鮮やかな表示を特徴としている。
対応形式は音楽ではMP3/WMA/WAVE、静止画ではJPEGに対応。ハードディスク容量は8GB
色はグレー、ピンク、ライトブルー、グリーン、オレンジ、ホワイト、レッド、ダークブルー、パープル、ブラックの10色が用意されている。
内蔵の電池はZEN Microと共通の型であるが、こちらのほうが高容量 (830mAh) のものになっている。【生産終了】
- ZEN Sleekシリーズ
日本未発売のZEN (CZ20G)の後継モデル。発売後、直ぐに後継のZEN Visionシリーズが発売されたため、販売期間は短かった。
  - ZEN Sleek
2005年8月発売。ZEN (CZ20G)の後継モデル。1.8インチ20GBのHDD搭載。日本未発売。
  - ZEN Sleek Photo
2005年10月発売。ZEN Sleekのカラーディスプレイ搭載モデル。日本未発売。

- ZEN Visionシリーズ
SoCをTexas InstrumentsのDM320に変更し動画再生に対応したモデル。MP4対応のPMP(Vision、Vision:W)とiPod 第5世代と競合するデジタルオーディオプレイヤー(Vision:M)が発売された。
  - ZEN Vision
2005年9月下旬発売で、価格は52,800円。
アスペクト比4:3の3.7型VGAカラー液晶ディスプレイ(640×480, 26万色)搭載。
多彩な音楽/静止画/動画コーデックに対応し、 CFカードスロットを本体に搭載している。
容量は30GBのみ、白黒2色のカラーバリエーションがある。Wの発売に伴い生産終了。【生産終了】

- - ZEN Vision:M
2005年12月中旬発売で、価格は39,800円。カラーはホワイト、ブラック、グリーンの3色がある。2006年の9月下旬に60GBを追加。価格は45,800円でカラーはホワイトとブラックの2色。
後に30GBモデルからACアダプターを省いたVision:M SDと60GBモデルのスリムバージョンが発売。
約26万色表示の2.5型カラー液晶ディスプレイを搭載したモデル。ハードディスク容量は30GBと、60GBの二種類。※なお現在は60GBスリムモデルのみである。
MP3/WMA等の音楽再生のみならず、MPEG/WMV/DivX等の豊富なコーデックの動画再生とJPEG静止画に対応している。
60GBモデルにはデジタルカメラなどの機器に直接接続して、画像ファイルなどをコピーできる「USBホスト」機能搭載。【生産終了】
  - ZEN Vision:W
2006年9月下旬発売で、価格は42,800円(30GB)、52,800円(60GB)
アスペクト比16：9の4.3型高繊細ワイド液晶ディスプレイ(480x272, 26万色)を搭載した「ZEN Vision」の後継モデル。
Visionと同様に多彩なコーデックに対応し、 CFカードスロットを本体に搭載している。
容量は30GBと60GBの二種類ある。※なお現在は60GBスリムモデルのみである。

- ZEN V/V Plus
ZEN Vは、2006年6月下旬に発売。価格は12,800(1GB)、15,800(2GB)。また、ZEN V Plusは、同年9月中旬に発売し、価格は、13,800(1GB)、17,800(2GB)、21,800円(4GB)で、12月に8GBモデルが追加された。
1.5型有機ELディスプレイを搭載しており、1GB～8GBの容量と5種類のカラーバリエーションが選べる。
操作部が従来機種のような静電性タッチパッドではなくなった。V PlusはVの上位版で動画再生に対応。
SoCは本モデルよりSigmaTelに変更となり、本モデルではSTMP3600が使用されており、ハードウエア面では旧Muvoシリーズに近い仕様となった。【生産終了】
- ZEN (ZN-ZxG)
2007年9月中旬発売。価格は19,800円(4GB)、27,800円(8GB)、32,800円(16GB)
2.5型のカラーQVGA液晶搭載で容量は2GB～32GBに加えSD/SDHCカードが使用できる。(なおデジタルオーディオプレーヤーとして32GBフラッシュメモリーの採用は世界初である。)
本体はカードサイズ程度で音楽、動画、写真、ボイスメモ、FMラジオと多機能を備える。
- ZEN X-Fi
2008年7月中旬発売。価格は17,800円(8GB)、22,800円(16GB)、32,800円(32GB)。なお32GBは直販限定。
ZENの上位モデルで、同社サウンドカード「Sound Blaster」などで搭載する高音質化技術「X-Fiテクノロジー」を搭載。容量は8～32GB。
32GB/16GBモデルにはIEEE 802.11b/g対応無線LAN搭載し、写真・音楽・ビデオなどPCライブラリとの同期やホームネットワーク上のメディアファイルのストリーミングなどが可能。

- ZEN Mozaic
2008年8月上旬発売。価格は8,800円(2GB)、10,800円(4GB)、13,800円(8GB)。
モザイク状のデザインを施したプレーヤーで、約43gながら1.8型液晶ディスプレイやモノラルスピーカーを搭載する。
またビデオや静止画表示、ADPCM形式のボイスレコーディングも行なえる。容量は2～16GBがある。
- ZEN MX
2009年5月上旬発売。価格は、9,800円(8GB)、13,800円(16GB)。
2.5型のカラーQVGA液晶搭載で容量は8GB/16GB。SD/SDHCカードが使用できるZENの低価格モデル。
対応フォーマットが減少し音楽はMP3、WMA、動画はCMV、静止画はJPEGのみになっている。見た目はZENと似ているが中身は全くの別物である。

- ZEN X-Fi2
2009年9月中旬発売。価格は、13,800円(8GB)、19,800円(16GB)、24,800円(32GB)。
ZEN X-Fiの後継モデルで、3型ワイド(解像度は400×240)のタッチパネルを搭載したZENシリーズのフラグシップモデル。容量は8～64GB。
ZEN X-Fiとは異なり無線LANは搭載されていない。また対応メモリカードもMicroSD/MicroSDHCとなるなどZEN X-Fiからの変更点は多い。
ZEN X-Fiよりも細かくX-Fi機能が使用できるようになった。
- ZEN X-Fi Style
2010年5月中旬発売。価格はそれぞれ8,800円(8GB)、11,800円(16GB)、15,800円(32GB)。
ZEN X-Fi2の廉価版でタッチパネルが省かれ液晶も小型化した。
新たにFLACに対応した。
- ZEN Touch 2
2010年12月下旬発売。前シリーズモデル（ZEN Touch）がハードディスクドライブ搭載型であったところを、フラッシュメモリとMicroSDHCに置き換え、画面はカラータッチパネル（抵抗膜式）を採用、Android OSを採用してAndroid OS向けアプリ実行環境としても利用可能とした。同社では「エンターテイメント・プレーヤー」と位置付けており、一般販売モデルは内蔵メモリ8/16GB（ただし4GBほどはシステムエリアに利用）しカメラ機能を備え、メーカー直販モデルでは更にFMラジオとGPSを内蔵する8GBモデルがリリースされている。無線LANに対応し、メール送受信やウェブサイト閲覧、Androidアプリによるゲームから各種ユーティリティ、ブロードキャストビデオの再生などにも対応するなど、携帯情報端末としても利用可能である。

### 旧Muvoシリーズ

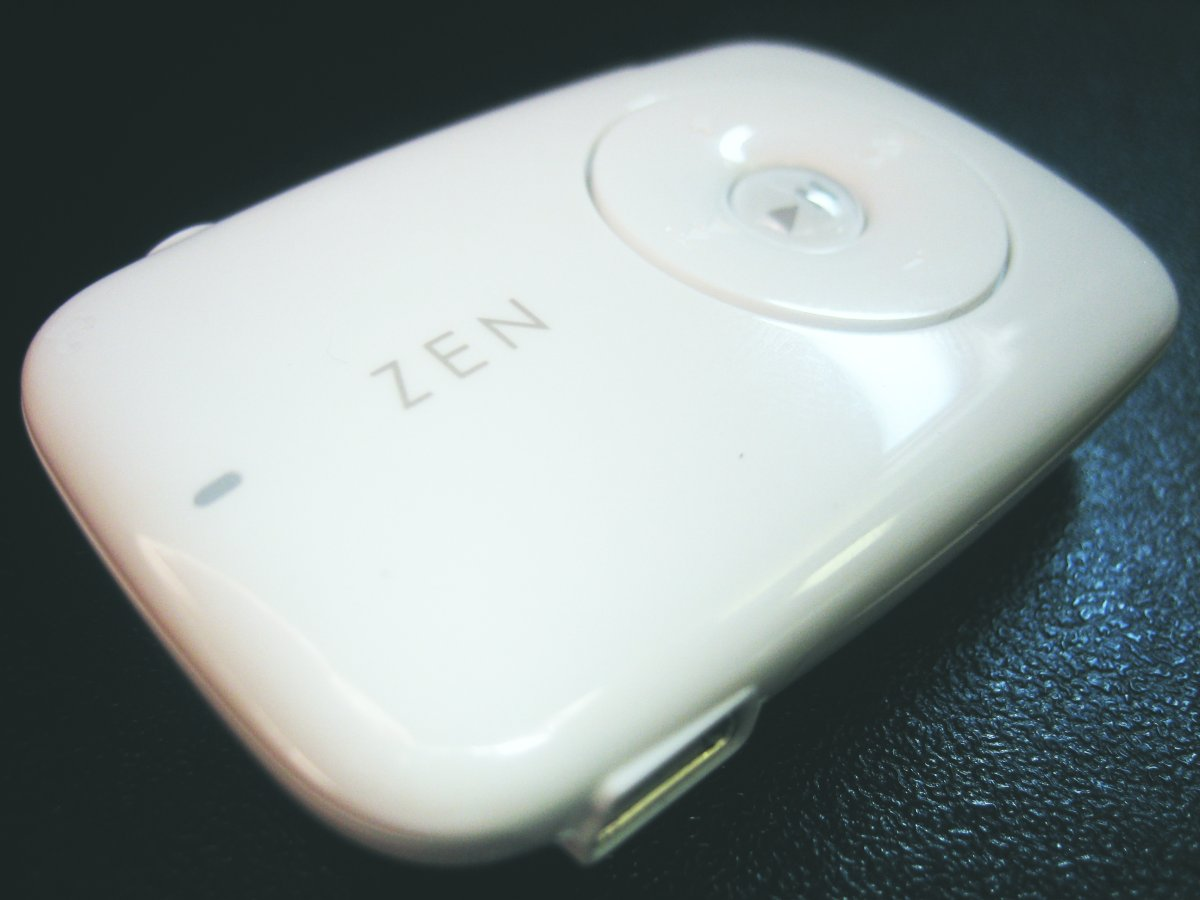
ZEN Stone

ZEN Nano Plus以降Muvoシリーズと統合し、廉価モデルが新Muvoシリーズとして置き換わった。

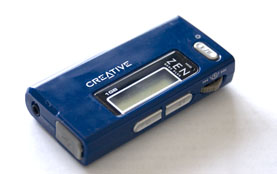
Zen Nano Plus

- ZEN Nano Plus / DAP P
2005年5月下旬発売で、価格はそれぞれ、10,800円(256MB)、14,800円(512MB)、21,800円(1GB)
「MuVo Micro N200」から名称を変更し、新色を2色追加したモデルで、256MB～1GBの容量と10色のバリエーションから選べる。
従来のMuvoシリーズと同様に転送ソフト不要でエクスプローラ上で転送が可能。また、MTPには未対応である。
使い捨てライター程度の大きさながら、ライン入力による録音とFMラジオの受信・録音が可能。電源は単4乾電池である。
ディズニーキャラクターを使用したDAP Pも発売した。【生産終了】
- ZEN Neeon (CZNxG)
2005年6月上旬発売で、価格は23,800円。6GBモデルは2005年9月下旬に24,800円で発売。
裏面のみカラーが異なり、パープル、ダークブルー、ブルー、グリーン、イエロー、オレンジ、レッド、ピンク、シルバー、ブロンズの10色(ダークブルー、イエロー、ピンク、ブロンズは直販限定カラーで6GBモデルはこれらを除く6色のみ)のカラーバリエーションがある。
別売のスキンジャケットを用いて着せ替えが可能。
他のHDD搭載機種とは異なりUSBマスストレージクラスで音楽ファイルの転送を行うフォルダ方式のファイル管理である。また、MTPには未対応である。
液晶ディスプレイはモノクロで7色のELバックライトを内蔵している。5GBと6GBの二種類が存在し、現状では5GBモデルは生産中止になっている。
また、Neeonは後述のフラッシュメモリータイプも存在する。【生産終了】
- ZEN Neeon (CZNx) / DAP N
2005年12月中旬発売で、価格はそれぞれ、14,800円(512MB)、18,800円(1GB)、23,800円(2GB)
記録媒体がフラッシュメモリーに変更されたモデル。
外見上の違いはディスプレイが液晶ではなく2色の有機ELディスプレイである点が一番の解りやすい違いである。
HDDモデルと同様に転送ソフトを用いずにエクスプローラ上で音楽ファイルを転送できるが、MTPには対応していない。
機能はハードディスクタイプとほぼ同等で、容量は512MB～2GB。カラーバリエーションは各容量毎に一種類ずつしかない。
ディズニーキャラクターを使用したDAP Nも発売した。【生産終了】
- ZEN Neeon 2
2006年9月上旬発売。価格は13,800円(1GB)、17,800円(2GB)、21,800円(4GB)。
ハードディスクタイプZEN Neeonの後継機。フラッシュメモリ価格の低下によりフラッシュメモリ型でありながら最大4GBの容量を実現。1.5型カラー液晶ディスプレイ搭載で動画の閲覧にも対応。
なお、Neeonと同様に転送ソフトを用いずにエクスプローラ上で音楽ファイルを転送できるが、MTPには対応していない。
なお、ボディサイズが変更となっているためNeeon用のStik-Onは使用できない。【生産終了】

- ZEN STONE
2007年5月中旬発売。価格は4,980円。2008年2月にスピーカー内蔵モデルのwith built-in speakerを追加。価格は変わらず4,980円で1GBと2GBモデルがある。
画面非搭載のシンプルモデル。6色のカラーバリエーションをもつ。メモリ容量は1GBのみ。
iPod shuffleの対抗機であるが、iPod shuffleより圧倒的な低価格（直販価格4980円、対するiPod shuffleは直販価格9800円と実に半額）、汎用のmini USB端子を採用している点が主な違いである。
Nano Plusと同様に転送ソフトを用いずにエクスプローラ上で音楽ファイルを転送できるが、MTPには対応していない。【生産終了】
- ZEN STONE Plus
2007年6月23日発売。価格は9,800円。
ZEN STONE の大容量モデル。メモリ容量は2GB（Amazon限定4GB版も存在する）。
カラーバリエーションは6色。ブラック・ホワイト・ピンク・ダークブルー・レッド(オンラインストア限定)・ライムグリーン(オンラインストア限定)
時計・ストップウオッチ・ワールドワイド対応のFMラジオチューナー・ボイスメモ録音と多彩な機能を搭載。
充電式リチウムイオンバッテリー内蔵で最大約9.5時間の音楽連続再生が可能。
主要機能にすばやくアクセスできるカスタマイズ可能なショートカットボタン、 また誤操作を防ぐボタンロックモードも搭載。
音楽CDの変換、音楽ファイルの転送が可能なソフトウェアを無償ダウンロードで提供
パソコンなしで充電が可能なACアダプター、クリップ付きスキン、キーホルダー付きケース、アームバンド、リストバンドのオプションがある（別売）。
2008年1月にスピーカー搭載のwith built-in speakerを発売。新たにiTunes Plus（非プロテクトAAC）の再生もサポートした。。(なお現在はwith built-in speakerのみである)
- ZEN Mozaic EZ300
2009年5月下旬発売。価格は4,980円(4GB)、7,980円(8GB)。
約43gながら1.8型液晶ディスプレイやモノラルスピーカーを搭載するなどは前モデルと変わらないが、MTP非対応でファイル転送はエクスプローラ上で行うようになった。